# Psoralea lanceolata
Psoralea lanceolata är en ärtväxtart som beskrevs av Frederick Traugott Pursh. Psoralea lanceolata ingår i släktet Psoralea och familjen ärtväxter.

## Underarter
Arten delas in i följande underarter:
- P. l. lanceolata
- P. l. stenophylla
- P. l. stenostachys

## Bildgalleri

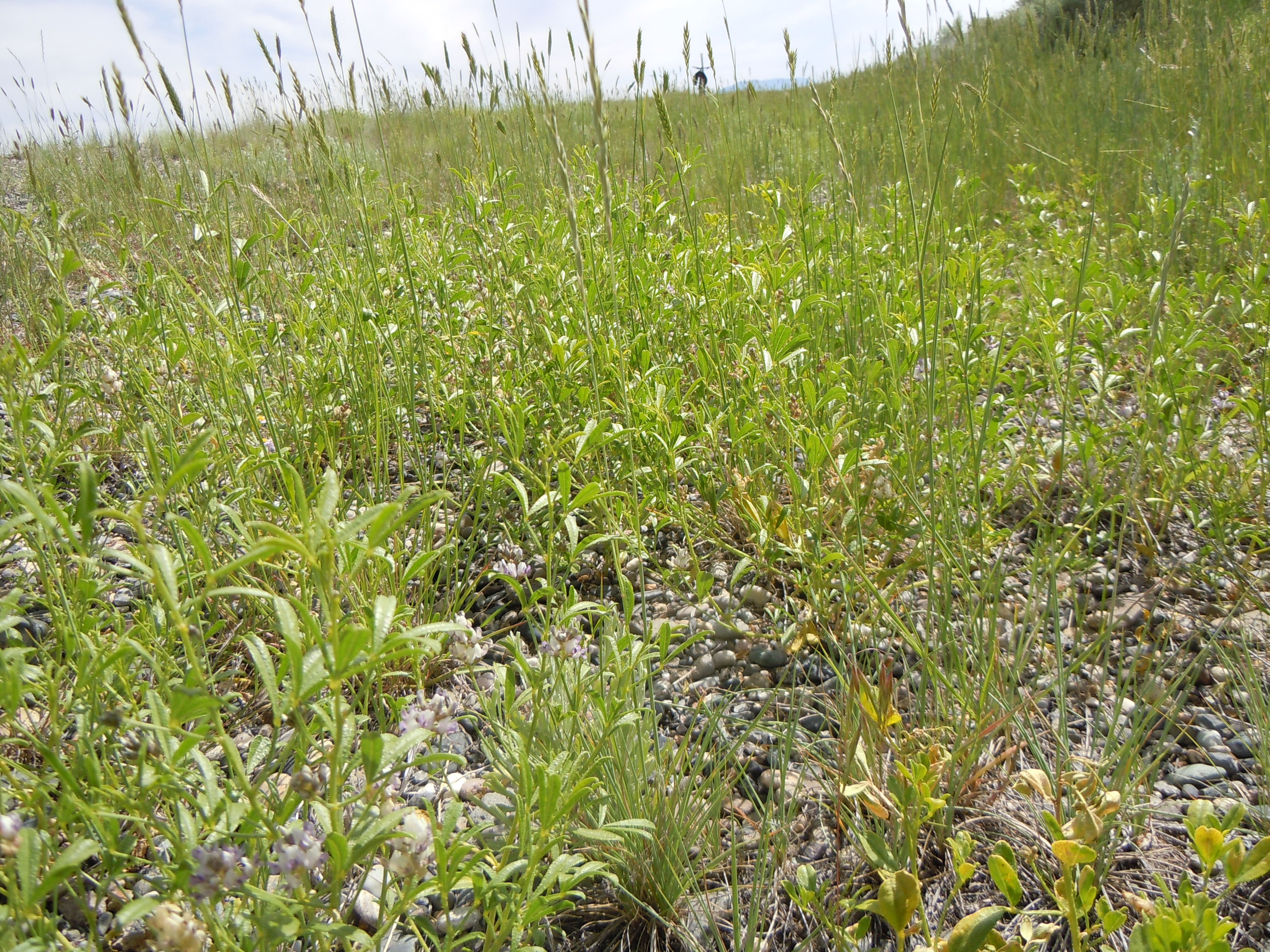
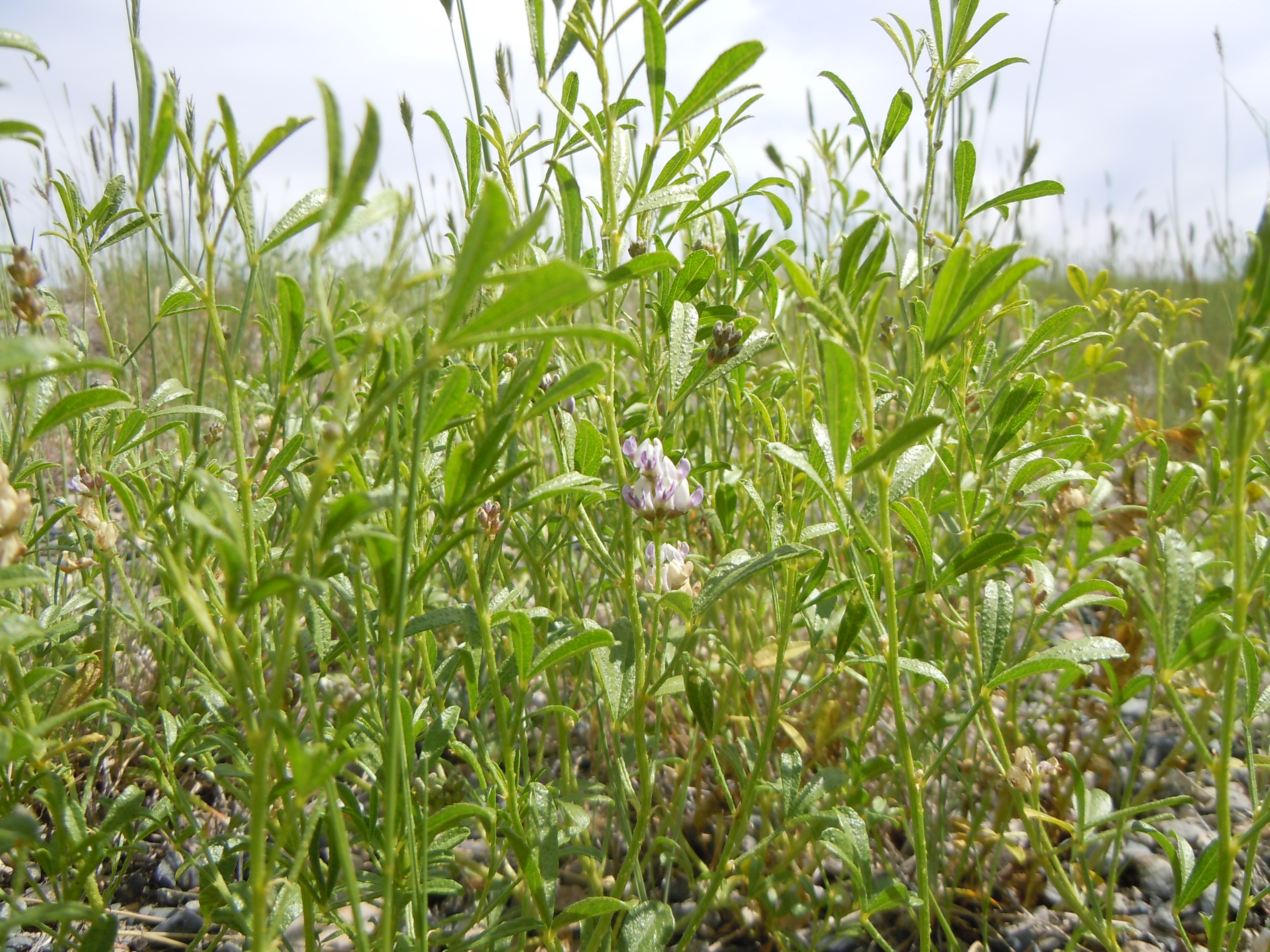
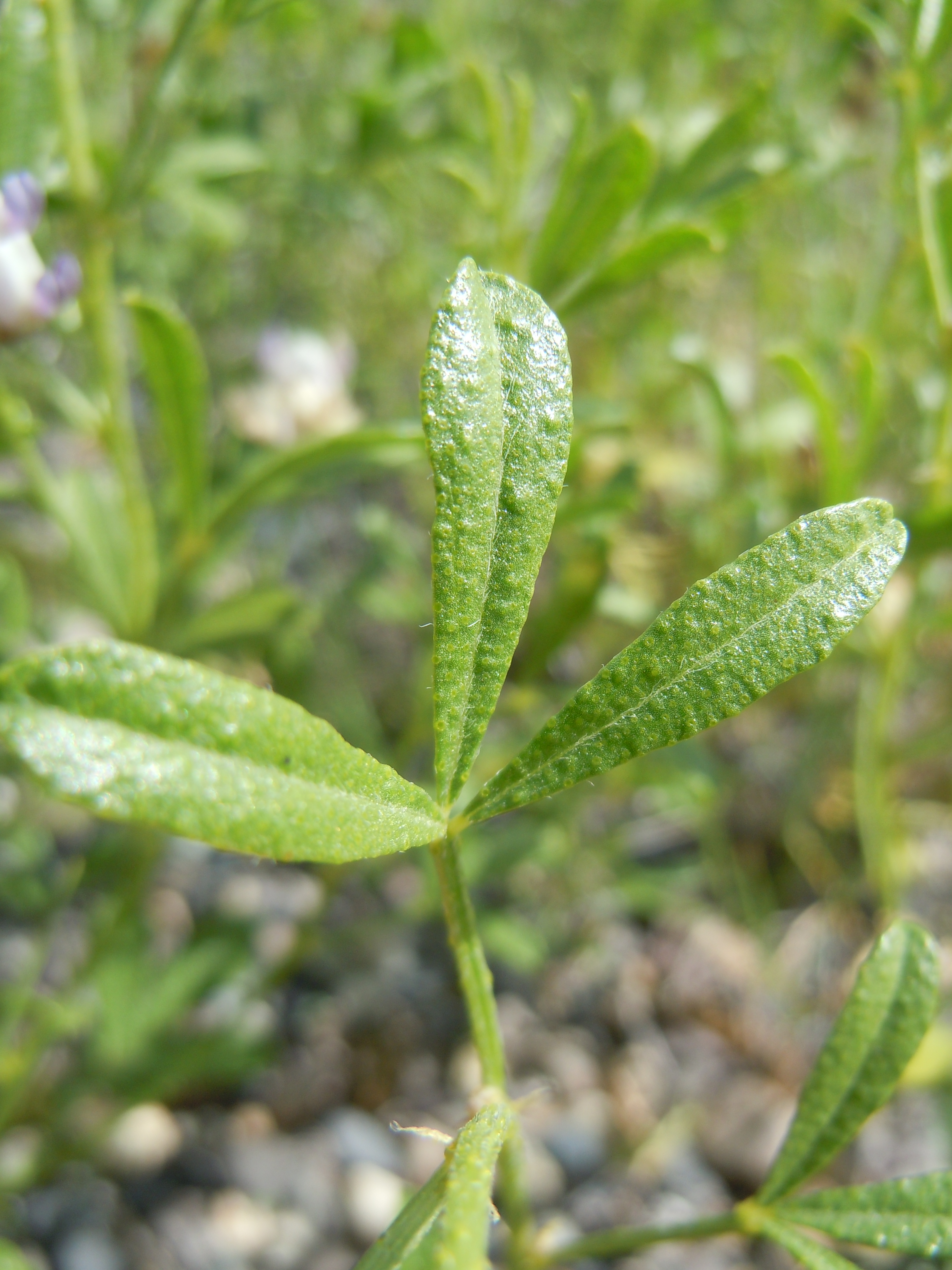
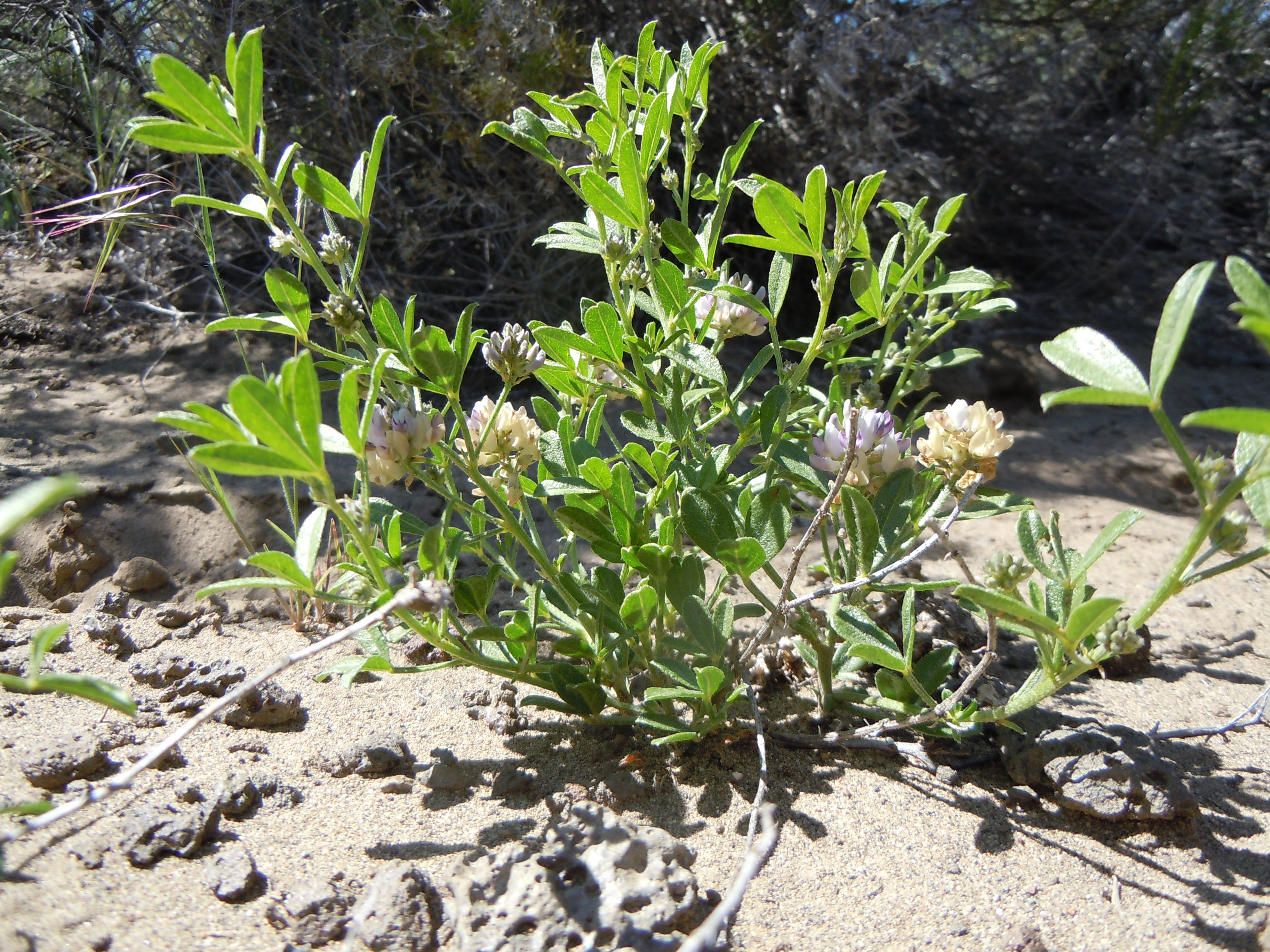